# Peperomia coriacea
Peperomia coriacea är en pepparväxtart som beskrevs av John Claudius Loudon. Peperomia coriacea ingår i släktet peperomior, och familjen pepparväxter. Inga underarter finns listade i Catalogue of Life.